# Marió
|  | Aquest article tracta sobre el tirà de Tir. Si cerqueu el polític mallorquí, vegeu «Climent Garau Juan». |

Marió (en llatí Marion, en grec antic Μαρίων) fou tirà de Tir, instal·lat al govern local pel favor del magistrat romà Cassi l'any 43 aC.
Va envair Galilea i es va apoderar de tres fortaleses de la regió però finalment en va ser expulsat pel governador del districte Herodes, el futur Herodes el Gran, segons diu Flavi Josep.